# Метрополіс (картина Гросса)
«Метрополіс» (нім. Metropolis) — картина німецького художника Георга Гросса, написана в 1916—1917 роках. Картина перебуває / експонується в музеї Тіссен-Борнеміса в Мадриді.

## Опис
Перетворення міст в гігантські метрополії було однією з найулюбленіших тем художників XX ст., до яких належав і Георг Гросс . У прагненні відобразити ці швидкі зміни Гросс зображує Берлін в розпал Першої світової війни в експресіоністському стилі з переважанням червоного кольору. У побудові сцени використані прийоми кубізму і футуризму — перебільшена перспектива і накладення фігур, які передають ритм міського життя. Але на противагу тріумфальним світовідчуттям інших художників, особистий фронтовий досвід автора надає його твору апокаліптичний характер, виявляючи безумство людини і прагнення до самознищення.
З приходом нацистів до влади полотно «Метрополіс» експонувалося на виставці «дегенеративного мистецтва» . Незабаром після цього воно було серед творів, проданих нацистським режимом в галерею Фішера в Люцерні в рамках збору коштів для програми переозброєння. Потім її купив німецький дилер Курт Валентин, який емігрував до Нью-Йорка, де відкрив галерею Бухгольца. Таким чином, «Метрополіс» потрапив до США, які також стали новою батьківщиною Гросса, який викупив цей твір, як тільки художник поліпшив своє фінансове становище. Картина деякий час належала Річарду Л. Фейгену, після чого опинилася в колекції Тіссен-Борнеміса.